# 波号第二百二十八潜水艦
波号第二百二十八潜水艦（はごうだいにひゃくにじゅうはちせんすいかん）は、日本海軍の未成潜水艦。波二百一型潜水艦の29番艦。戦後解体された。

## 艦歴
マル戦計画の潜水艦小、第4911号艦型の28番艦、仮称艦名第4938号艦として計画。1945年6月21日、佐世保海軍工廠で起工。
1945年7月18日進水し、波号第二百二十八潜水艦と命名されて本籍を佐世保鎮守府に定められ、波二百一型潜水艦の28番艦に定められる。
終戦時未成。8月17日、工事中止が発令され工程75%で工事中止。
1946年4月5日、向後崎西方沖でアメリカ海軍により海没処分された。